# Potoce, Kărdjali
Potoce (în bulgară Поточе) este un sat în comuna Djebel, regiunea Kărdjali,  Bulgaria. 

## Demografie
Componența etnică a satului Potoce
     Turci (93,33%)
     Nicio identificare (6,66%)
     Altele (0%)
La recensământul din 2011, populația satului Potoce era de 15 locuitori. Din punct de vedere etnic, majoritatea locuitorilor (93,33%) erau turci. Pentru 6,66% din locuitori nu este cunoscută apartenența etnică.